# Keel (bloem)
Een keel komt voor bij bloemen uit de lipbloemenfamilie. 
Keel openTweezijdig symmetrische bloem met een goed ontwikkelde onderlip (1-lippig) zoals bij de bijenorchis, of met zowel een onderlip als een bovenlip (2-lippig), zoals bij de witte dovenetel.
Keel gesloten (gemaskerde bloem)Een tweelippige bloem waarvan de onderlip door een binnenwaartse instulping de bloemopening volledig afsluit, zoals bij de weegbree-, de helmkruid- en de blaasjeskruidfamilie. Voorbeelden zijn grote leeuwenbek en groot blaasjeskruid.

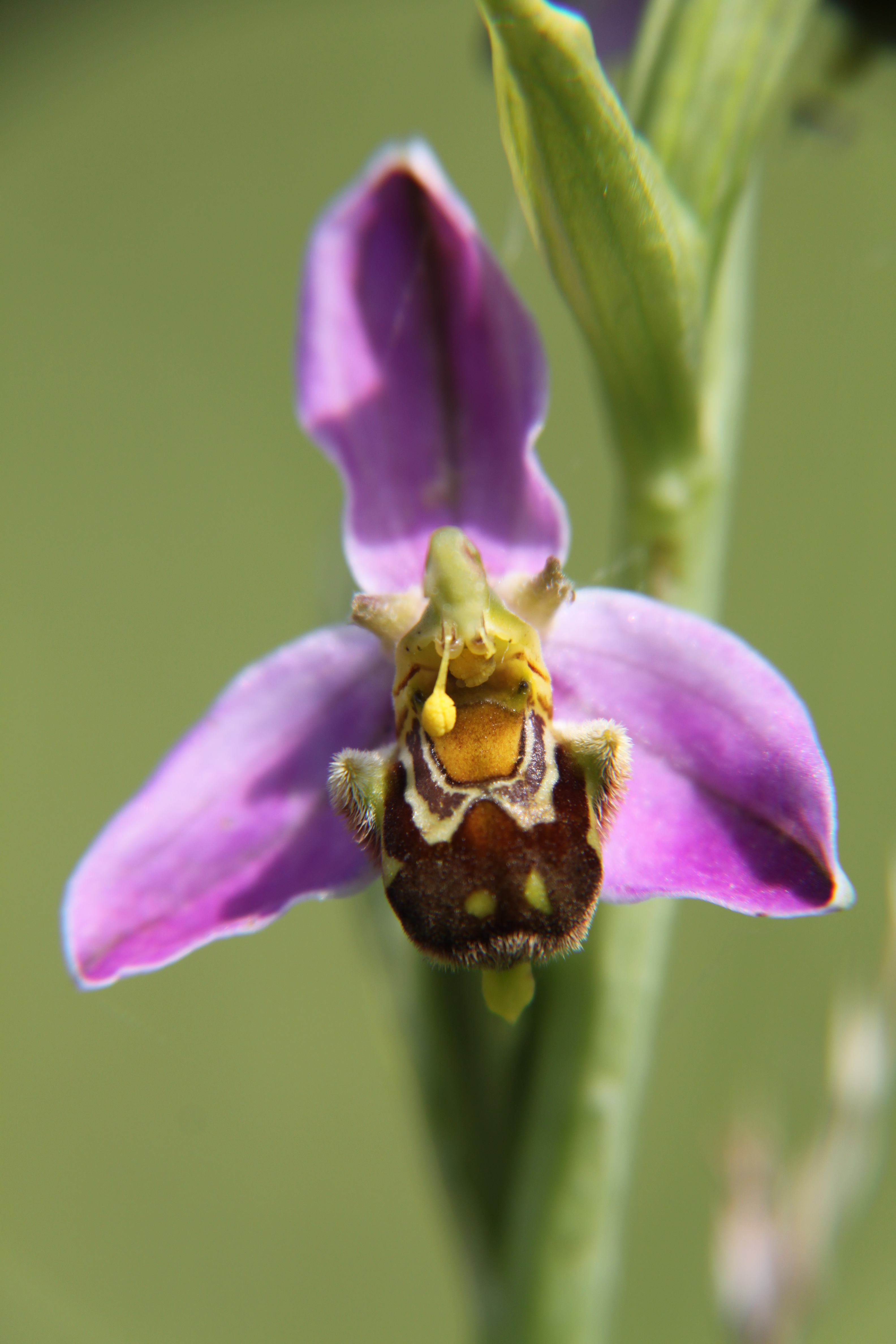
Open keel bij bijenorchis
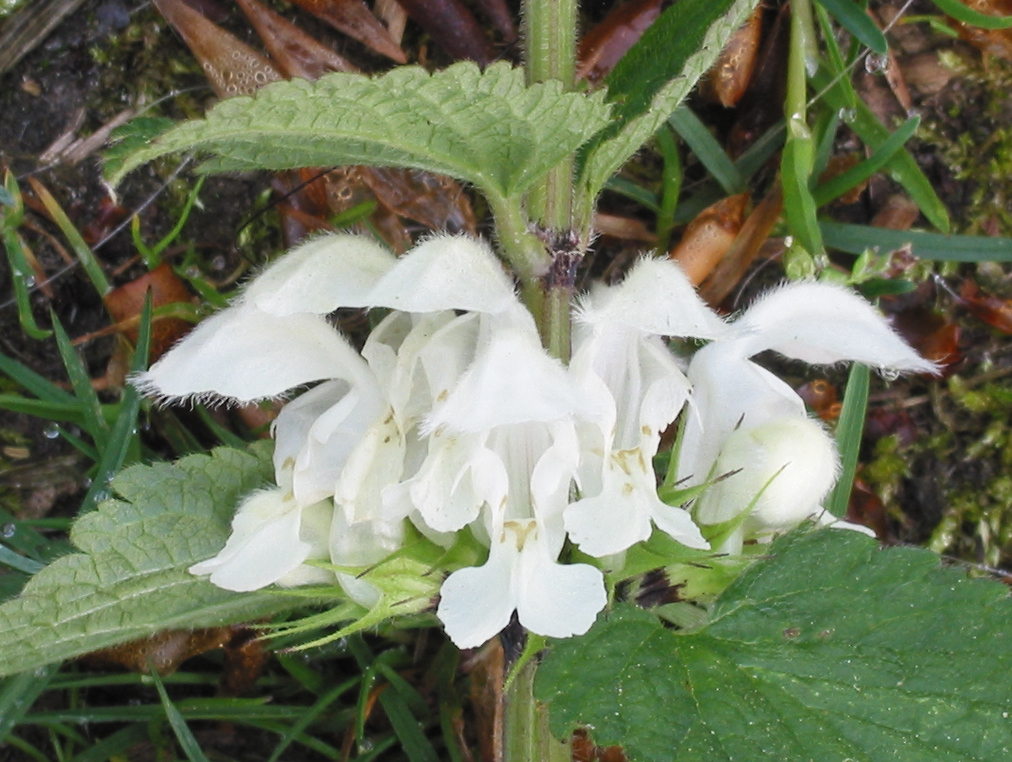
Open keel bij witte dovenetel
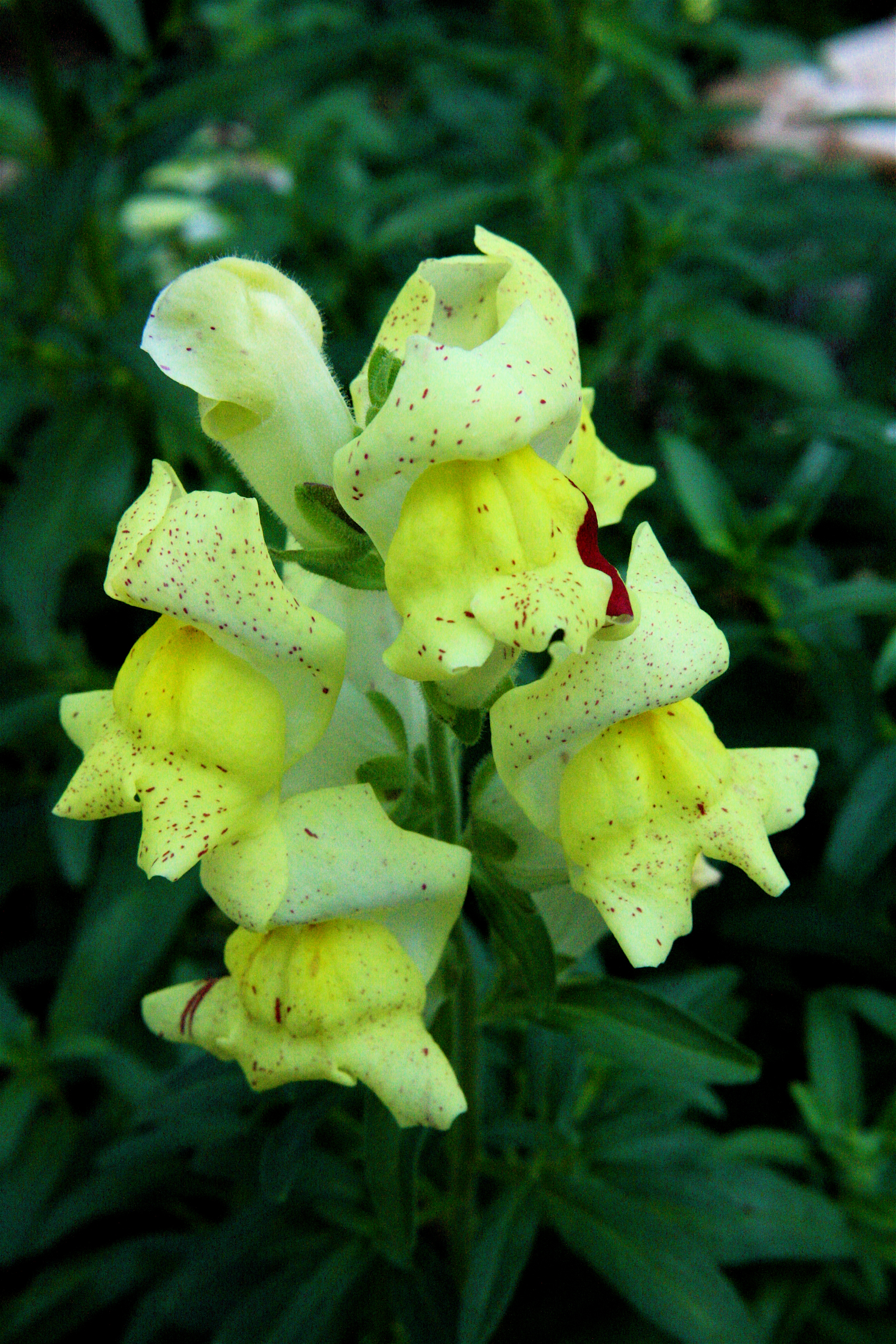
Gesloten keel bij grote leeuwenbek
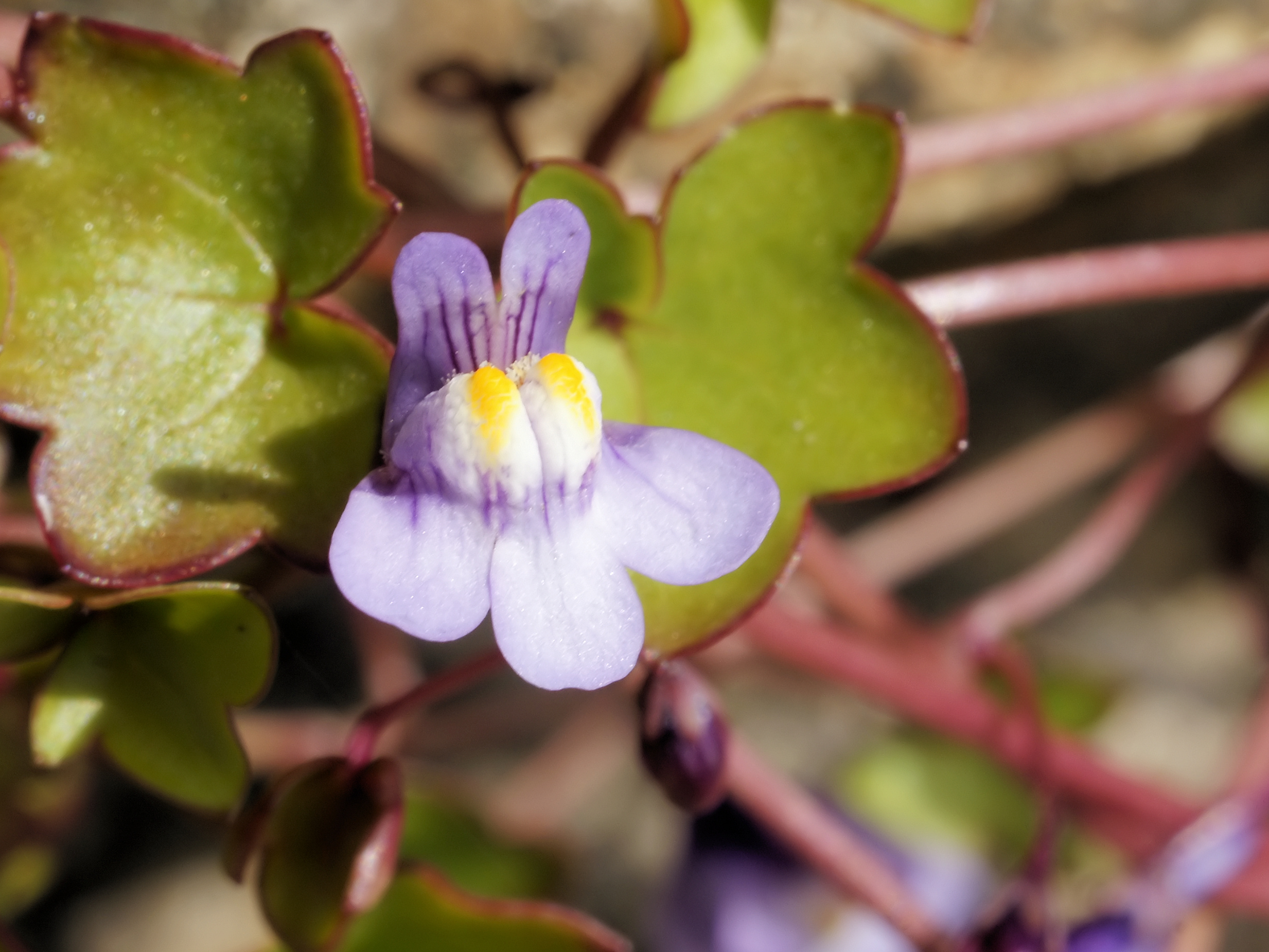
Gesloten keel bij muurleeuwenbek